# Iordan de Ariano
Iordan (d. 12 august 1127), conte de Ariano (din 1102), a fost un mărunt baron din Apulia din timpul domniei ducelui Guillaume al II-lea de Apulia.
Iordan a fost fiul și succesorul contelui Eribert cu Altruda de Buonalbergo.
În 1114, împreună cu principele Robert I de Capua, a asediat Benevento, însă arhiepiscopul de Benevento, Landulf al II-lea de Benevento a reușit să încheie pacea cu atacatorii.
Iordan s-a răsculat împotriva ducelui Guillaume al II-lea și, la Nusco în 1121, a preluat o trupă de cavaleri pentru a-l amenința și a-i adresa injurii acestuia, spunând, potrivit cronicii lui Falco de Benevento, "Îți voi tăia haina mai scurtă pentru tine."  După aceea, turbulentul vasal a devastat întregul district.  Guillaume a cerut ajutorul mai puternicului Roger al II-lea al Siciliei, care, în schimbul cedării întregii regiuni calabreze și a jumătății pe care ducele de Apulia o deținea în Palermo și Messina, a traversat strâmtoarea și a supus comitatul de Ariano. Când Iordan a murit, fiul său minor a fost pus sub suzeranitatea vecinului său, contele Rainulf al II-lea de Alife.